# 척수공동증
척수공동증(脊髓空洞症, Syringomyelia)은 척수 내에 낭포나 공동이 형성되는 질병을 두루 일컫는 증상이다. 시링크스(syrinx)라 불리는 이 낭포는 시간이 지남에 따라 척수를 파괴하면서 확장될 수 있다. 이러한 위험은 등, 어깨, 사지의 통증의 소실, 마비, 약화, 뻣뻣함을 가져올 수 있다. 또, 척수공동증은 특히 손에 차가움이나 뜨거움을 느끼는 능력을 소실시킬 수도 있다.
척수공동증은 100,000명 중 8.4명이 발병하는 것으로 짐작되며, 증상은 보통 성인 초기에 시작된다. 이 질병의 증상은 천천히 발전하는 경향이 있지만, 기침, 압박, 골수증과 함께 급성으로 오는 경우도 있다.

## 병인
척수공동증은 일반적으로 2가지 형태가 있다: 유전성, 후천성.

### 유전성
최초의 주요 형태는 아놀드키아리 기형이라 불리는 두뇌 기형과 관련된다. 이것은 척수공동증의 가장 흔한 병인으로 간주된다.
일부의 경우 가족력과 관련되는 경우가 있으나 이 경우는 희귀하다.

### 후천성
척수공동증의 두 번째의 주요 형태는 트라우마, 수막염, 출혈, 암, 지주막염의 합병증으로 발생한다.

## 진단
의사들은 이제 MRI를 사용하여 척수공동증을 진단한다. MRI 촬영자는 두뇌, 척수 등의 모습과 같은 신체 해부학적 영상을 세밀하게 찍는다.

## 치료

### 수술
진단 후의 첫 단계는 척수공동증 치료에 숙련된 신경외과의사를 방문하는 것이다. 수술은 척수공동증의 치료 방법으로 간주된다. 척수공동증이 장기간 정체된 상태로 남을 수 있고 일부의 경우 급속하게 진행될 수도 있기 때문에 이 질환의 검진은 필수적이다.

### 기타
수술은 척수공동증 환자에게 무조건 권장되는 것은 아니다. 일부 환자의 경우 주요 치료법은 진통제이다. 통증 관리를 전문으로 하는 의사들은 통증을 완화시키는 치료 계획을 세울 수 있다.
약물은 척수공동증의 치료로서 치료의 가치가 없다. 방사선은 드물게 사용되며 종양의 경우를 제외하고는 그 효력은 적은 편이다. 이 방법을 통해 동공의 확장을 중지시킬 수 있으며 통증을 완화시키는데 도움을 줄 수 있다.
증상이 없는 경우 척수공동증은 일반적으로 치료하지 않는다.

## 같이 보기
- 척추측만증
- 브라운 세카르 증후군